# Tokyo Ghoul (filme)
Tokyo Ghoul é um filme de ação, fantasia e terror japonês baseado na série de mangá "Tokyo Ghoul", criada por Sui Ishida. O filme é dirigido por Kentarō Hagiwara e estrelado por Masataka Kubota, como Kaneki Ken, e Fumika Shimizu, como Touka Kirishima. O filme foi lançado em 29 de julho de 2017 no Japão pelo estúdio Shochiku.

## Sinopse
A trama se centra numa série de assassinatos estranhos que estão acontecendo em Tóquio. Devido a algumas provas, a polícia conclui que as mortes são o resultado de ataques de ghouls. Os Ghouls são seres que só conseguem sobreviver comendo carne e bebendo sangue humano, vivendo secretamente entre os seres humanos normais e ocultando sua verdadeira natureza para evitar a busca das autoridades.
Ken Kaneki é um estudante universitário normal que, ao ser levado para um hospital após sofrer um acidente durante um ataque fracassado por uma ghoul disfarçada (Rize Kamishiro), descobre que passou por uma cirurgia que o transformou em um híbrido de humano e ghoul. Isso aconteceu devido à transferência dos órgãos de Rize para seu corpo. Agora, como os ghouls normais, ele deve consumir carne humana para sobreviver. Vivendo sua nova vida como meio ghoul, Kaneki deve se adaptar à sociedade Ghoul, além de manter sua nova identidade escondida de seus companheiros humanos. 

## Elenco
- Masataka Kubota: Ken Kaneki[2]
- Fumika Shimizu como Tōka Kirishima[2]
- Yū Aoi como Rize Kamishiro[2]
- Nobuyuki Suzuki como Kōtarō Amon[2]
- Yo Oizumi como Kureo Mado[2]
- Kunio Murai como Yoshimura
- Hiyori Sakurada como Hinami Fueguchi
- Shoko Aida como Ryōko Fueguchi
- Kenta Hamano como Enji Koma
- Nozomi Sasaki como Kaya Irimi
- Shuntarō Yanagi como Renji Yomo
- Kenta Hamano como Enji Koma
- Bandō Minosuke II como Uta
- Nozomi Sasaki como Kaya Irimi
- Seika Furuhata como Yoriko Kosaka
- Dankan como Hisashi Ogura

## Produção
As filmagens do longa-metragem aconteceram entre julho e setembro de 2016.